# Romance Proibido
Romance Proibido  é um filme brasileiro de 1944, escrito e dirigido por Adhemar Gonzaga, e Afrodísio de Castro como diretor de fotografia. Foi produzido pela Cinédia. Nos papeis principais estão Milton Marinho, Nilza Magrassi e Lúcia Lamur, além das participações de Dercy Gonçalves, Eros Volúsia, Fada Santoro e Grande Otelo

## Elenco[2]
| Ator/Atriz       | Personagem                    |
| ---------------- | ----------------------------- |
| Milton Marinho   | Carlos Modesto                |
| Nilza Magrassi   | Tamar                         |
| Lúcia Lamar      | Gracia Rangel                 |
| Dercy Gonçalves  | Empregada                     |
| Déa Robine       | Eufrásia                      |
| Zizinha Macedo   | Dona Zizinha                  |
| Violeta Ferraz   | Inspetora do colégio feminino |
| Eros Volúsia     | Dançarina                     |
| Fada Santoro     | Garota no baile               |
| Grande Otelo     | Molecote                      |
| Modesto de Souza | —                             |
| Adhemar Gonzaga  | Homem no baile                |